# Atkins (Arkansas)
Pour les articles homonymes, voir Atkins.
Atkins est une ville du comté de Pope dans l'Arkansas, aux États-Unis.

## Démographie
| 1880 | 1890 | 1900 | 1910  | 1920  | 1930  | 1940  | 1950  |
| ---- | ---- | ---- | ----- | ----- | ----- | ----- | ----- |
| 519  | 660  | 745  | 1 258 | 1 529 | 1 364 | 1 322 | 1 291 |

| 1960  | 1970  | 1980  | 1990  | 2000  | 2010  | - | - |
| ----- | ----- | ----- | ----- | ----- | ----- | - | - |
| 1 391 | 2 015 | 3 002 | 2 834 | 2 878 | 3 016 | - | - |